# Abdala (vacuna)
Abdala, nombre técnico CIGB-66, es una vacuna contra la COVID-19 del tipo vacuna de subunidades desarrollada por el Centro de Ingeniería Genética y Biotecnología del Ministerio de Salud Pública de Cuba. Es una de las dos vacunas cubanas aprobadas para uso de emergencia por la autoridad reguladora del país, CECMED.

## Descripción
Abdala es una vacuna de subunidades RBD, obtenida de la manipulación genética de la levadura Pichia pastoris. El nombre de la vacuna hace referencia al poema de José Martí, «Abdala», publicado en 1869.

## Desarrollo
Los ensayos clínicos de la Fase I iniciaron el 7 de diciembre de 2020, periodo en el que se comprobó el perfil de seguridad y reactogenicidad del inmunógeno. Los ensayos clínicos de Fase II iniciaron formalmente el 1 de febrero de 2021 en el Hospital Saturnino Lora de Santiago de Cuba en la que participaron 760 personas voluntarias de 18 a 80 años, algunos con enfermedades crónicas y comorbilidades, bajo el protocolo científico de doble ciego y de aleatoriedad. En esta etapa se comprobó que la vacuna Abdala desarrolla una actividad inmunitaria contra el COVID-19.
El lunes 22 de marzo de 2021 comenzó la administración de vacunas a 48 000 personas voluntarias como parte de los ensayos clínicos de Fase III seleccionados en áreas de incidencia alta de COVID-19 de las provincias de Santiago de Cuba, Granma y Guantánamo. En dicha etapa se administraron tres diferentes dosis con una semana de diferencia entre cada aplicación a dos grupos, uno experimental y otro de control. En esta etapa se aplicaron protocolos científicos aleatoriedad, control con placebo y doble ciego. Se tiene prevista la conclusión de dicha fase el 31 de julio y los resultados se publicarán el 16 de agosto.
Debido a las condiciones socioeconómicas de la isla, Abdala y Soberana 02 fueron aplicadas a la población cubana de manera masiva en un Estudio de intervención. Dicha decisión se realizó por parte del gobierno cubano ante la emergencia sanitaria en la isla. En marzo de 2021 el presidente de Venezuela, Nicolás Maduro anunció que en abril de ese año se aplicarían en ese país miles de dosis como parte del estudio clínico. La intención es que en agosto de 2021 comiencen a producirse dosis de Abdala para su aplicación masiva en Venezuela en la planta de la Empresa Socialista para la Producción de Medicamentos Biológicos (ESPROMED-BIO).
El gobierno de Cuba ha anunciado que la aplicación de Abdala ha presentado efectos adversos leves. El 22 de junio de 2021 se anunció que tras concluir la Fase III, se encontró que la eficacia de Abdala es del 92,28% en un esquema de tres dosis. Sin embargo, para que la OMS certifique la efectividad y seguridad de la vacuna, debe ser estudiada y comprobada por pares independientes que entregarán la documentación a la OMS. 
El 9 de julio de 2021, CECMED, la Autoridad Reguladora de Cuba autorizó el uso de emergencia de Abdala en mayores de 19 años y el ensayo clínico en niños y adolescentes de 3 a 18 años de edad.

## Autorización
El 9 de julio de 2021, Abdala aprobó una autorización de uso de emergencia en Cuba por el Centro para el Control Estatal de Medicamentos.
El 18 de septiembre de 2021, Abdala fue aprobado para una autorización de uso de emergencia en Vietnam.
El 16 de diciembre de 2021, el Ministerio de Salud de San Vicente y las Granadinas anunció que la vacuna Abdala estaba disponible en los sitios de vacunación de toda la isla. Este anuncio sigue a una donación de vacunas realizada por el gobierno cubano el 13 de diciembre de 2021.
El 29 de diciembre de 2021, Abdala fue aprobado para una autorización de uso de emergencia en México.

## Evaluación científica

### Cuba
Un estudio realizado con los datos del Ministerio de Salud Pública de Cuba de 2021 fue publicado en 2022 en The Lancet Regional Health - Americas. En el mismo, se demostró seguridad, tolerabilidad y eficacia en un 92,3%. Otro ensayo con fondos del Centro de Ingeniería Genética y Biotecnología en las fase 1-2 realizado de manera aleatorizada, con protocolo doble ciego y controlado con placebo en el Hospital “Saturnino Lora”, Santiago de Cuba, demostró que Abdala es una vacuna segura, bien tolerada e indujo respuestas inmunitarias humorales. Dicho estudio fue retomado de manera pública por el subsecretario de Salud de México, Hugo López-Gatell, como defensa de la efectividad de Abdala. Este estudio fue retrospectivo y conducido en escenarios del mundo real durante la ola de infecciones de la variante Delta. Por lo que queda en duda la efectividad de esta vacuna contra la variante Omicron o posteriores.

### Venezuela
Tras el anuncio de la autorización de la vacuna en Cuba, el presidente de Venezuela Nicolás Maduro anunció la aplicación del fármaco en territorio venezolano. Tras el anuncio la Academia Nacional de Medicina de Venezuela se pronunció el 24 de junio de 2021 diciendo que los fármacos desarrollados por Cuba contra el Covid-19 se iban a aplicar a la población de Venezuela siendo aún candidatos a vacunas, calificándolos de «productos experimentales de los cuales no se conoce su composición, seguridad, ni eficacia». En un comunicado la academia expresó su preocupación por el anuncio del gobierno de comenzar a vacunar con el candidato Abdala y de que un lote llegara al país, advirtiendo que era un producto de «dudosa credibilidad científica», resaltando que se encontraba en «desarrollo experimental» y que debía deben contar con la «autorización por un organismo regulatorio independiente y creíble», expresando que la opinión de la Organización Mundial de la Salud y de la Organización Panamericana de la Salud" sobre la eficacia de la vacuna "sería muy importante". El organismo criticó que los resultados preliminares de la Abdala fuesen publicados en medios estatales diciendo que para que una vacuna tenga credibilidad, los datos sobre su efectividad debían ser publicados «en revistas científicas de reconocido prestigio».
El 3 de julio de 2021 la Sociedad Venezolana de Bioanalistas Especialistas respaldó la misma preocupación, advirtiendo a la población de su país sobre los riesgos de participar en los estudios de  fase previa de un candidato a vacuna como era en ese momento Abdala. En septiembre de 2021 el Ministerio del Poder Popular para Ciencia y Tecnología de Venezuela inició una jornada de monitoreo de seguridad y seguimiento a las personas vacunadas con la vacuna en Fuerte Tiuna, Caracas en donde previamente se habían aplicado 30 000 dosis. Para octubre de 2021 se aplicó un lote adicional de 900 000 vacunas principalmente en la capital y en los estados de Miranda, La Guaira y Carabobo.